# Karolien Verstrepen
Karolien Verstrepen est une ancienne joueuse de volley-ball belge née le 9 septembre 1984. Elle mesure 1,85 m et jouait au poste de réceptionneuse-attaquante. 

## Clubs
| Club                   | De        | À         |
| ---------------------- | --------- | --------- |
| VDK Gent Dames         | 2003-2004 | 2005-2006 |
| Dauphines Charleroi    | 2006-2007 | 2006-2007 |
| USC Münster            | 2007-2008 | 2007-2008 |
| VDK Gent Dames         | 2008-2009 | 2009-2010 |
| Hermes Volley Oostende | 2010-2011 | 2012-2013 |
| VDK Gent Dames         | 2013-2014 | 2013-2014 |

## Palmarès
- Coupe de Belgique
  - Vainqueur : 2009.
- Supercoupe de Belgique
  - Vainqueur : 2013.